# АТХ-A
Код АТХ-A (англ. АТС-A)  «Препараты, влияющие на пищеварительный тракт и обмен веществ» — раздел система буквенно-цифровых кодов Анатомо-терапевтическо-химической классификации, разработанных Всемирной организацией здравоохранения для классификации лекарств и других медицинских продуктов.
Коды для применения в ветеринарии (ATCvet коды) могут быть созданы путём добавления буквы Q в передней части человеческого Код ATC: QA.
Из-за различных национальных особенностей в классификацию АТС могут включаться дополнительные коды, которые отсутствуют в этом списке, который составлен Всемирной организацией здравоохранения.
- АТХ код А01 — Стоматологические препараты
- АТХ код A02 — Препараты для лечения заболеваний, связанных с нарушением кислотности
- АТХ код A03 — Препараты для лечения функциональных расстройств ЖКТ
- АТХ код A04 — Противорвотные препараты
- АТХ код A05 — Препараты для лечения заболеваний печени и желчевыводящих путей
- АТХ код A06 — Слабительные препараты
- АТХ код A07 — Противодиарейные, кишечные противовоспалительные и противомикробные препараты
- АТХ код A08 — Препараты для лечения ожирения (исключая диетические продукты)
- АТХ код A09 — Препараты, способствующие  пищеварению  (включая ферменты)
- АТХ код A10 — Препараты для лечения сахарного диабета
- АТХ код A11 — Витамины
- АТХ код A12 — Минеральные добавки
- АТХ код A13 — Общетонизирующие препараты
- АТХ код A14 — Анаболические средства для системного применения
- АТХ код A15 — Стимуляторы аппетита
- АТХ код A16 — Прочие препараты для лечения заболеваний ЖКТ и нарушений обмена веществ